# CJ·博特
凯瑟琳·琼·博特（英語：Catherine Joan Bott；1995年4月22日—），新西兰女子职业足球运动员，司职左后卫，目前效力于莱斯特城女子足球俱乐部和新西兰国家女子足球队。她曾代表新西兰参加2020年和2024年夏季奥林匹克运动会女子足球比赛等多场国际赛事。